# 데카보레인
데카보레인(Decaborane) 또는 데카보레인(14)은 화학식 B10H14의 무기 화합물이다. 보레인 및 더 구체적으로 붕소 수소화물 클러스터로 분류된다. 이 백색 결정성 화합물은 기준 구조 및 다른 붕소 수소화물의 전구체로서 주요 붕소 수소화물 클러스터 중 하나이다. 독성이 있고 휘발성이 있으며, 탄 고무나 초콜릿과 같은 불쾌한 냄새가 난다.

## 취급, 특성 및 구조
데카보레인(14)의 물리적 특성은 나프탈렌 및 안트라센의 특성과 유사하며, 이 세 가지 모두 휘발성 무색 고체이다. 승화는 일반적인 정제 방법이다. 데카보레인은 인화성이 높으며, 다른 붕소 수소화물과 마찬가지로 밝은 녹색 불꽃으로 연소한다. 습기에는 민감하지 않지만, 끓는 물에서는 가수분해되어 수소를 방출하고 붕산 용액을 생성한다. 차가운 물뿐만 아니라 다양한 비극성 및 중간 극성 용매에 용해된다.
데카보레인에서 B10 골격은 불완전한 정이십면체와 유사하다. 각 붕소 원자는 하나의 "방사형" 수소화물을 가지며, 클러스터의 열린 부분 근처에 있는 네 개의 붕소 원자는 추가 가교 수소화물을 특징으로 한다. 클러스터 화학 언어에서 구조는 "니도"로 분류된다.

## 합성 및 반응
작은 붕소 수소화물 원자단의 열분해를 통해 일반적으로 합성된다. 예를 들어, 다이보레인(B2H6) 또는 펜타보레인(9)(B5H9)의 열분해는 H2를 잃고 데카보레인을 생성한다. 실험실 규모에서 수소화붕소 나트륨은 삼플루오르화 붕소로 처리되어 NaB11H14를 생성하며, 이는 산성화되어 보레인 및 수소 가스를 방출한다.
아세토나이트릴(CH3CN) 및 다이에틸 설파이드(Et2S)와 같은 루이스 염기(L)와 반응하여 부가물을 형성한다.
B10H14 + 2 L → B10H12L2 + H2
"아라크노" 클러스터로 분류되는 이들 종은 아세틸렌과 반응하여 "클로소" 오르토-카보레인을 생성한다.
B10H12·2L + C2H2 → C2B10H12 + 2 L + H2
데카보레인(14)은 약한 브뢸스테드 산이다. 단일 양성자 탈리(monodeprotonation)는 음이온 [B10H13]−을 생성하며, 다시 니도 구조를 가진다.
브렐로흐 반응(Brellochs reaction)에서 데카보레인은 아라크노-CB9H14−로 전환된다.
B10H14 +  CH2O  + 2 OH−  +  H2O  →  CB9H14−  +  B(OH)4−  +  H2

## 가능한 응용
데카보레인은 종종 연구되었지만, 중요한 상업적 응용은 없다. 데카보레인과 그 유도체는 특별 고성능 로켓 연료의 첨가제로 연구되었다. 에틸 데카보레인과 같은 그 유도체도 연구되었다.
데카보레인은 케톤 및 알데하이드의 환원적 아미노화에 효과적인 시약이다.
데카보레인은 반도체 제조에서 붕소의 저에너지 이온 주입에 대해 평가되었다. 또한 붕소 함유 박막 제조를 위한 플라스마](physics)-보조 화학 기상 증착에 대해서도 고려되었다. 핵융합 연구에서 붕소의 중성자 흡수 특성은 토카막 진공 용기의 벽을 "붕소화"하여 플라스마로 입자 및 불순물의 재활용을 줄이고 전반적인 성능을 향상시키는 데 이러한 얇은 붕소 풍부 막을 사용하는 결과를 가져왔다. 핵융합의 맥락에서 평가되었다.

## 안전
데카보레인은 펜타보레인(9)과 마찬가지로 중추신경계에 영향을 미치는 강력한 독소이지만, 데카보레인은 펜타보레인보다 독성이 낮다. 피부를 통해 흡수될 수 있다.
승화에 의한 정제는 발생 가스를 제거하기 위해 동적 진공이 필요하다. 조잡한 샘플은 100 °C 근처에서 폭발한다.
사염화 탄소와 폭발성 혼합물을 형성하며, 이는 제조 시설에서 자주 언급되는 폭발을 일으켰다.
결정 형태에서 적색 발연 질산 및 백색 발연 질산과 격렬하게 반응하며, 이는 로켓 연료 산화제로 사용되어 극도로 강력한 폭발을 일으킨다.

## 더 읽어보기
- “Decaborane(14)”. 《WebBook》. NIST. 2022년 1월 28일에 원본 문서에서 보존된 문서. 2025년 5월 25일에 확인함.
- “Boron and Compounds”. 《National Pollutant Inventory》. Australian Government.
- “Decaborane”. Organic Chemistry Portal.
- “Boron compounds: decaborane (14)”. WebElements.
- “NIOSH Pocket Guide to Chemical Hazards - Decaborane”. Centers for Disease Control and Prevention.